# Projeto Angorá
O coelho Angorá foi um projeto SS Nazista  para criação de coelhos Angorá. O objetivo era fornecer peles para os forros de casacos para os pilotos da Luftwaffe. Coelhos Angorá foram criados no em campos de concentração Nazistas, incluindo Auschwitz, Buchenwald e Dachau.
O volume encadernado coberta em tecido de lã cinza, intitulado Angorá, pertencia a Heinrich Himmler, chefe da SS Nazista na Alemanha e chefe de seus campos de concentração.O álbum Himmler Angorá , que ele escondeu em uma casa de campo com seus outros documentos, perto do fim da Segunda Guerra Mundial, conta a história do projeto "coelho Angorá" que operava em campos de morte nazistas.
O correspondente de guerra de Chicago Tribune, Sigrid Schultz, encontrou o livro em seu esconderijo perto da vila alpina de Himmler, e descreveu o significado do Projeto Angorá: 
 No mesmo complexo onde 800 seres humanos foram ebalados em quartéis que mal cabiam 200, os coelhos vivam no luxo, na suas próprias cabanas elegantes. Em Buchenwald, onde dezenas de milhares de seres humanos morriam de fome, os coelhos gozavam de refeições lindamente preparadas. Os homens das SS que chicotearam, torturaram e mataram prisioneiros viram que os coelhos gozavam de carinho. 
Os coelhos foram criados para ter seu pelo macio e quente, que foi raspado e usado para, entre outras coisas, os forros de casacos para pilotos da Luftwaffe. Himmler tinha dado a discursos comentando que "Nós, Alemães, somos o único povo no mundo que tenha uma atitude decente em relação aos animais." Ele também descreveu seus prisioneiros nos campos de concentração como "animais humanos", mas acrescentou que "é um crime contra o nosso sangue se preocupar com eles."
Poucos relatos nazistas sobre o Projeto Coelhos Angorá sobreviveram, embora soldados americanos em um campo relatassem que quando os prisioneiros foram convidados a matar os coelhos no final da guerra para fazer ensopado, eles não podiam suportar fazê-lo.
Hoje, o livro está alojado no Wisconsin Historical Society. Fotografias, gráficos e mapas do Angorá de Himmler, estão entre as mais de 27.000 imagens disponíveis nas coleções digitais de Wisconsin Historical Society. O projeto foi destaque em uma galeria online de Wisconsin , em março de 2007.